# Giải quần vợt vô địch quốc gia Mỹ 1881 – Đôi
Nhà vô địch đánh đôi đầu tiên của giải là Clarence Clark và Frederick Winslow Taylor.

## Kết quả
Kết quả hầu như không rõ, dường như có 4 vòng đấu. Ở vòng một, Clark và Taylor đánh bại Smith và Crawford Nightingale. Ở vòng hai, Alexander Van Rensselaer và Arthur Newbold đánh bại Arthur Rives và Stevens 6–5 và 6–2. Tương tự nội dung đánh đơn, trừ trận chung kết, mỗi trận đấu đều diễn ra theo thể thức best of three sets.
|  | Chung kết |                                         |   |   |   |  |  |  |
|  |           |                                         |   |   |   |  |  |  |
|  |           | Clarence Clark Frederick Winslow Taylor | 6 | 6 | 6 |  |  |  |
|  |           | Arthur Newbold Alexander Van Rensselaer | 5 | 4 | 5 |  |  |  |